# 名越重孝
名越 重孝（なごし しげたか、1853年7月25日（嘉永6年6月20日） - 没年不明）は、明治から昭和時代前期の実業家。

## 経歴・人物
名越古傘の長男として信濃国に生まれ、1870年（明治3年）2月、家督を相続する。松本電灯、中央電気、関川電力各取締役、松本商業会議所常議員を歴任した。ほか、梓川電力の発起人を務めた。